# Dicranomyia circassica
Dicranomyia circassica là một loài ruồi trong họ Limoniidae. Chúng phân bố ở miền Cổ bắc.